# Centerunionen (Litauen)
Centerunionen, Lietuvos centro sąjunga var 1993-2003 ett politiskt parti i Litauen.
2003 gick man ihop med Litauens liberala förbund och Moderna kristdemokrater och bildade den nya Liberala centerunionen.